# Cosmin Nedelea
Cosmin Ionuț Nedelea, cunoscut și sub numele de Mex, (n. 3 mai 2000, Brașov, România) este un patinator de viteză, multiplu campion național la seniori. Născut pe 3 mai 2000 în Brașov, România, acesta s-a apucat de patinaj viteză in august 2008. Este multiplu campion si recordmen național pe role si pe gheață.

## Cariera

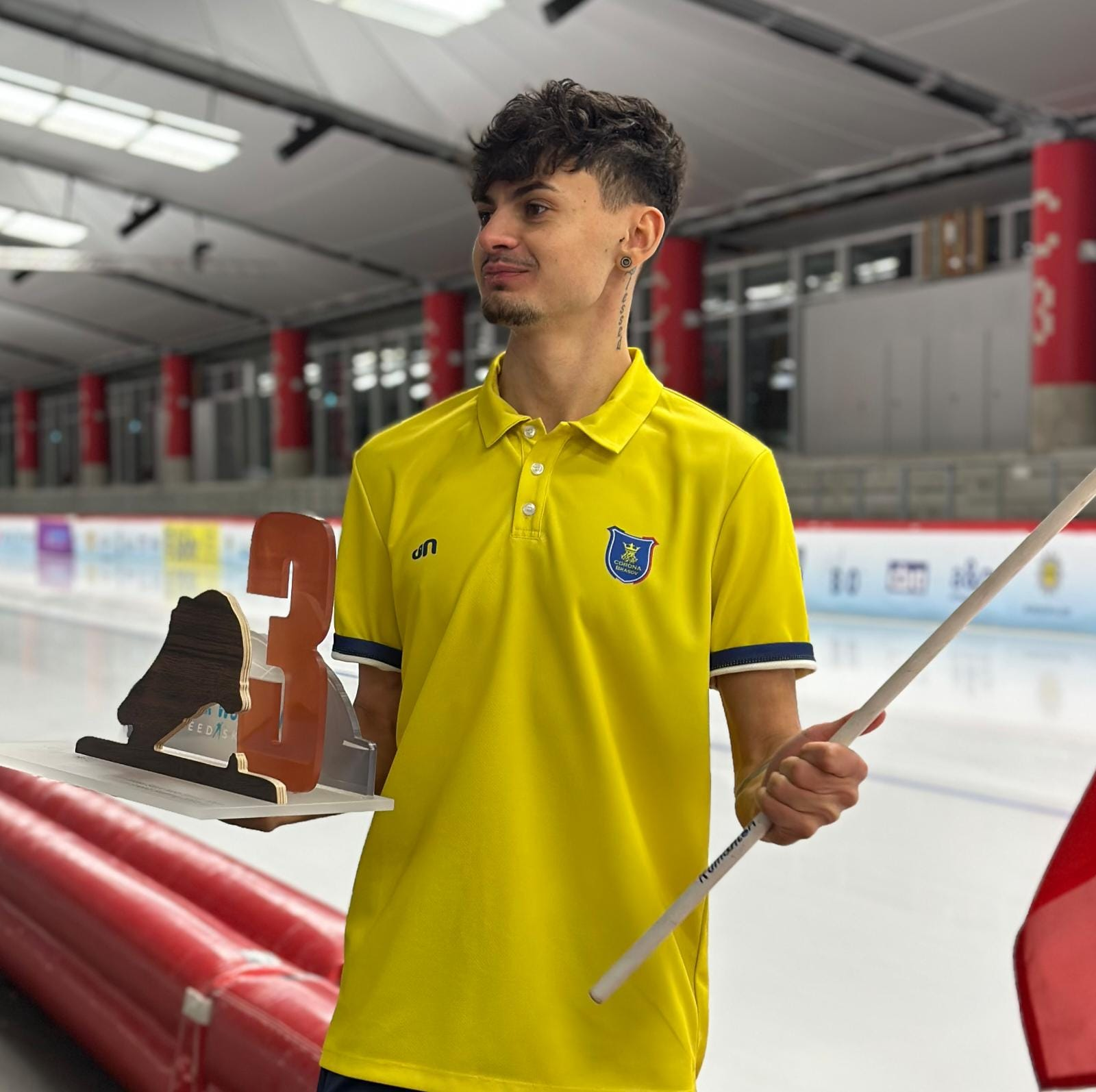
Mex Nedelea medaliat cu bronz mondial U23.

Cosmin a început să practice patinajul de la vârsta de 8 ani, acesta fiind atras de pista de role din jurul terenului unde mergea la fotbal.
În timpul carierei lui, acesta a câștigat mai multe medalii naționale si internaționale la categoria Juniori. 
- A participat la FOTE (Festivalul Olimpic al Tineretului European) în anul 2017 care a avut loc la Erzurum, Turcia.[4]
- A obținut locul 5 cu echipa de ștafetă la short track și locul 6 la proba de 500 m in Finala B.[5]
- A participat în Finala Cupei Mondiale de Juniori din Basega di Pine, Italia.[6]

La categoria Seniori, acesta a reușit să stabilească 5 Recorduri Naționale pe role și pe gheață (probele de 500m, 1000m, 1500m, team sprint).
- A devenit Campion Național la vârsta de 18 ani la Sprint si Poliatlon.[8]
- Este locul 2 și 3 mondial conform clasamentului final al Cupelor Mondiale de U23 (Neo-seniori).[9]
- Acesta a facut parte din lotul Olimpic al României pentru 2022.